# Intempo
El edificio Intempo es un rascacielos de 198 metros de altura y 47 plantas ubicado en Benidorm, en la provincia española de Alicante. Es el edificio más alto de la ciudad y el 5.º más alto de España, sólo superado por las Cuatro Torres de Madrid.
El proyecto de edificación fue iniciado por la promotora Olga Urbana y el diseño corrió a cargo del estudio de arquitectura alicantino Pérez-Guerras. Los planos del edificio fueron presentados en 2006 e iniciándose las obras en 2007. En aquel entonces España se encontraba inmersa en una burbuja inmobiliaria y su finalización iba a tener lugar a mediados de 2010, pero debido al estallido de la crisis y a la aparición de numerosos problemas, tanto de índole financiero como técnico, esta se postergó varios años. Asimismo, varios aspectos del diseño inicial sufrieron diversas modificaciones, debido a la falta de previsión, a los elementos innovadores de la estructura y a la complejidad de la obra. La estructura se coronó en marzo de 2012.
La promotora original entró en concurso de acreedores en 2014. Así, el acreedor mayoritario pasó a ser la Sociedad de Gestión de Activos Procedentes de la Reestructuración Bancaria (Sareb), una sociedad anónima de gestión de activos procedentes de la reestructuración bancaria o banco malo, como heredera del crédito hipotecario concedido por la extinta caja de ahorros Caixa Galicia. Sareb intentó recuperar parte del crédito a través de una subasta completa del inmueble tras intentos fallidos por parte del promotor de lograr acuerdos con inversores extranjeros. En abril de 2018, SVP Global obtuvo de manera oficial la propiedad del inmueble mediante una dación en pago de aproximadamente 60 millones de euros. La promotora retomó las obras en otoño del 2019 y concluyeron en julio de 2021, catorce años más tarde del comienzo.
El rascacielos destaca por su peculiar configuración geométrica consistente en dos torres rectas paralelas, que se encuentran unidas entre sí mediante un cono invertido de base elíptica a 150 metros de altura. La estructura presenta como característica fundamental su muy elevada esbeltez.

## Ubicación

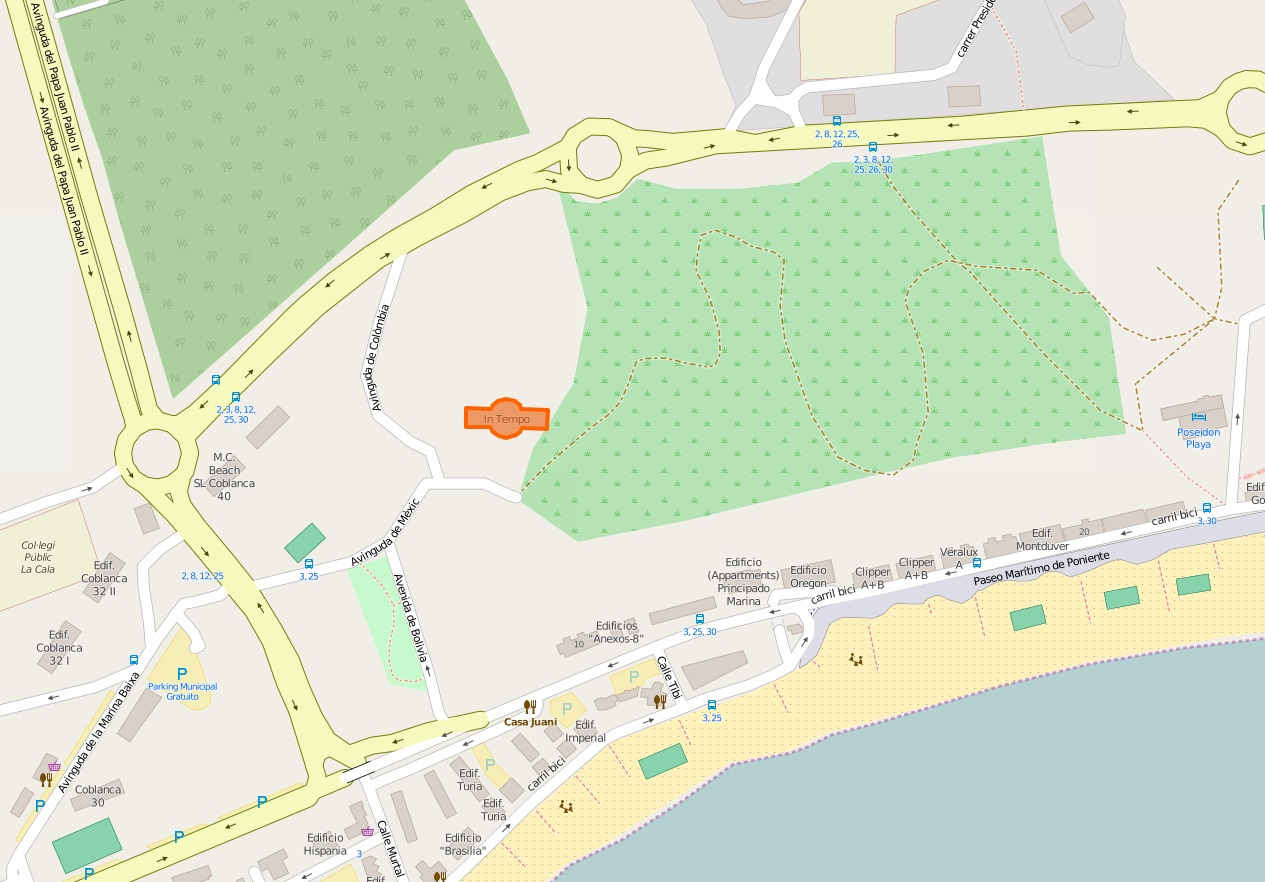
Ubicación del Intempo en la playa de Poniente de Benidorm

El edificio se sitúa en la Avenida de Colombia, en la partida Murtal, zona denominada coloquialmente y normalmente Vía Parque. Está situado a una altitud de 35 m s. n. m. y a unos 500 metros de distancia en línea recta de la playa de Poniente, una zona con una menor densidad residencial que la playa de Levante. El sitio que ocupa el Intempo forma parte del plan de urbanismo aprobado en la década de 1950.

## Diseño y arquitectura
El edificio, que alberga un total de 256 viviendas, se compone de tres plantas de sótanos más 52 plantas (incluyendo cinco plantas técnicas) en dos torres rectas —separadas entre sí 20 metros— de 180 metros de altura sobre rasante, de perímetro 24,15 por 16,7 m (403,3 m2 de área). Las torres están conectadas tanto en los tres primeros forjados (sótanos) como en los nueve últimos (pisos 37 a 45) mediante un cono de base elíptica de vértice inferior de 30 metros de altura. Esta peculiar geometría en la parte superior obliga a que las plantas de ambas torres vayan disminuyendo su superficie en altura, a medida que las plantas del cono aumentan la suya.
La estructura de las torres está realizada en hormigón armado, quedando las paredes laterales en hormigón a la vista, solo interrumpida por una pequeña ventana en cada planta para la ventilación de los cuartos de baño. La fachada delantera está realizada en un muro cortina discontinuo de cristal con tonalidades doradas. La fachada fue sometida a pruebas de túnel de viento mediante una maqueta a escala y tuvo un buen comportamiento, observándose que el cono actuaba favorablemente succionando el viento.
La parcela sobre la que se asienta el edificio es de 12 879 m2, de los cuales el edificio Intempo ocupa 6442 m2. La superficie total construida es de 36 223 m2. La estructura de los bloques cuenta con 90 toneladas de acero laminado y 2200 toneladas de acero corrugado. El hormigón empleado en las torres asciende a 23 037 m3 y los forjados ocupan una superficie de 43 000 m2. El hormigón empleado es capaz de soportar un máximo de 50 MPa en la cimentación, en las pantallas y los soportes hasta el forjado 15, que se ve reducido en los forjados de plantas superiores a 40 o 30 Mpa. Debido a la elevada relación de esbeltez del edificio, la configuración de las viviendas en planta y la escasa entidad de los núcleos de comunicación vertical, la rigidez o indeformabilidad del conjunto viene explicada tanto por el efecto ménsula (pantallas laterales) como el efecto pórtico, desarrollado a través de los forjados, así como por los cinturones de rigidez que se encuentran en las cuatro plantas técnicas superiores. Según datos del estudio realizado por Florentino & Regalado, el efecto ménsula contribuye a la solidez de la estructura en un 50 %, el efecto pórtico en un 37 % y, por último, los cinturones de rigidez en un 13 %.

### Altura
Inicialmente, la altura del edificio era de 187 metros sobre rasante pero tras su finalización en 2021 se le añadió un nuevo forjado que alcanzó los 202,50 m de altura. Aún está pendiente que la CTBUH homologue esta altura. 

### Diferencias con los diseños preliminares
Según las recreaciones iniciales del edificio, en la fachada delantera se iba a instalar un muro cortina continuo (habría sido el primer edificio en Benidorm con esta característica), pero finalmente se desechó esta idea y se instalaron barandillas de cristal transparente en las terrazas para dejarlas abiertas. Asimismo, el cono iba a ser una pirámide lisa y circular, pero finalmente adoptó una configuración escalonada. Respecto a los ascensores, la idea inicial del arquitecto era la de colocar un modelo que no requiriera cuarto de máquinas, algo habitual en edificios de 20 plantas, pero inviable para este rascacielos. Dicha deficiencia, que fue advertida por la empresa constructora Kono, fue subsanada mediante la realización de un forjado adicional —el número 56— consistente en dos pequeños casetones a ambos lados para incluir la sala de máquinas de los ascensores, que no se ven en el proyecto original o en las imágenes promocionales de la promotora.

## Instalaciones
A partir de la planta 38, las características de la vivienda serán adaptables a las necesidades del propietario. En su exterior, contará con dos piscinas —una semiolímpica y otra infantil—, zonas de ajardinamiento y recreo, solárium e instalaciones deportivas con spa, gimnasio y sauna. El edificio dispone de tres plantas de sótano destinados a un total 389 plazas de aparcamiento así como trasteros y cabinas.
El ligero desnivel que presenta la entrada se salva mediante una escalinata, con una hilera de palmeras a cada lado, y un pequeño ascensor panorámico. Las viviendas del edificio son accesibles por un total de seis ascensores, tres por torre (dos normales y un montacargas). Los elevadores son capaces de subir desde el tercer sótano al piso 45.º en 55 segundos, a una velocidad de 4,2 metros por segundo lo que los convierte en los más rápidos de una promoción residencial de España.

### Rumor desmentido sobre la falta de ascensores
En agosto de 2013, la edición estadounidense del blog Gizmodo publicó el bulo de que los arquitectos del edificio no habían tenido en cuenta el hueco para los ascensores. La noticia fue seguidamente publicada en numerosos medios, tanto nacionales como internacionales. El origen del malentendido tiene lugar en una noticia del periódico español El País del 20 de julio de 2013, que versa sobre la construcción del Intempo, plagada de problemas empresariales, económicos e incluso accidentes, con la crisis del sector inmobiliario español como telón de fondo. Asimismo, la noticia señalaba que «no se había tenido en cuenta el hueco del ascensor», haciendo referencia al espacio que alberga la maquinaria de los elevadores. Esta frase fue la que desencadenó todo.
El primer medio en poner en duda la veracidad de la noticia fue el blog de tecnología Microsiervos, aportando, entre otras pruebas, enlaces a los planos del edificio que mostraban claramente el hueco de los dos ascensores y el montacargas para cada torre, o incluso las fotos de la enorme botonera del ascensor encontradas en el blog de un periodista que subió a lo alto del edificio. El rumor fue rápidamente desmentido por parte de los responsables del proyecto, vía Twitter y radio local, e incluso por la Sareb.

## Historia

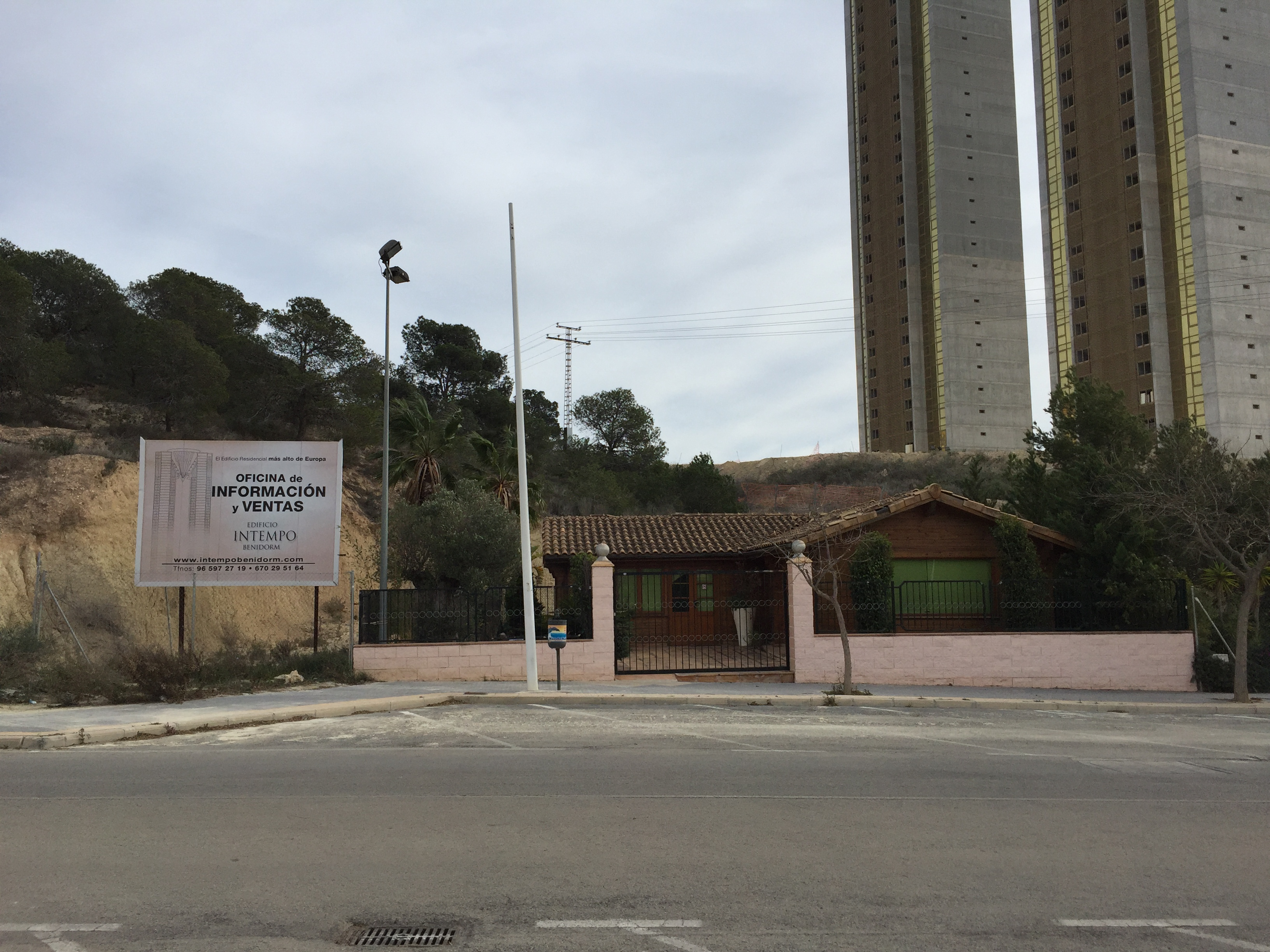
Caseta de ventas

La construcción del proyecto estuvo acompañada de numerosos contratiempos, que ocasionaron que la fecha de inauguración, prevista inicialmente para mediados de 2010 y con un plazo de duración de las obras de 40 meses, tuviera que ser pospuesta varias veces. El proyecto fue presentado el 19 de enero de 2006, y las obras de construcción arrancaron el 2 de mayo de 2007.

### Origen del diseño

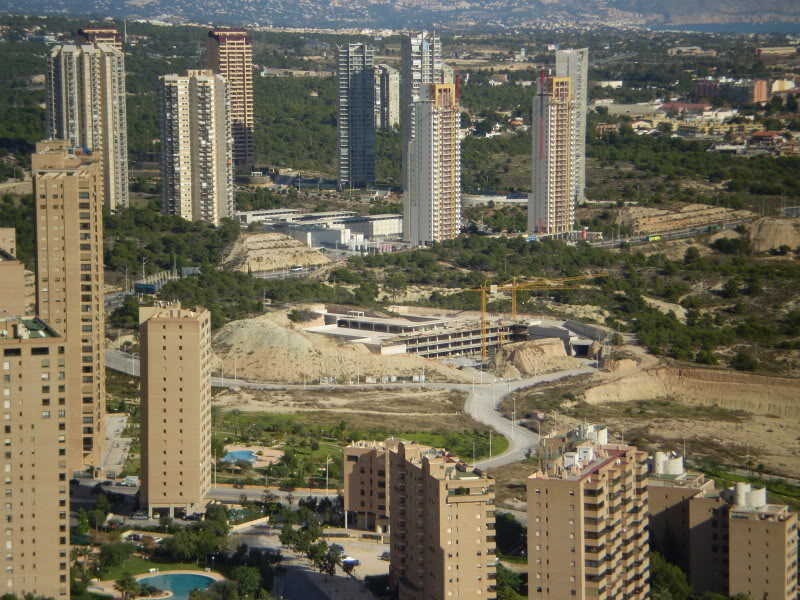
Sótanos ya finalizados, se ve la cimentación de las torres. En la parte inferior aparecen unos edificios marrones que son los Coblanca; al fondo, situados en la Vía Parque, se encuentran los residenciales Terrazas de Benidorm, Sol de Poniente, Miragolf e Islamar.

El edificio fue diseñado por el estudio de arquitectura alicantino Pérez-Guerras, con la colaboración del estudio benidormense Olcina & Radúan Arquitectos, y la estructura de hormigón por Florentino Regalado & Asociados. 
Algunas fuentes, cuando se presentaron los diseños iniciales, vieron en el diseño un homenaje a las víctimas de los atentados del 11 de marzo de 2004, conocidos por el numerónimo 11-M, al poder interpretarse las torres como dos unos enfrentados formando la letra 'M'.  El arquitecto explicó que no era su intención realizar un homenaje, pero que no le «disgusta nada la idea». A lo que añadió que cuando diseñó Intempo «había pasado poco desde el atentado y lo tenía muy patente porque me presenté a un concurso para construir un monumento en la misma zona del atentado, pero solo me dieron el accésit». En efecto, a finales de 2004, pocos meses después de que los atentados tuvieran lugar, el estudio de arquitectura Pérez-Guerras recibió un accésit de 6000 euros en el concurso por diseñar el monumento homenaje a las víctimas del 11-M situado en frente de la estación de Atocha.

### Financiación
El promotor del inmueble es Olga Urbana SL, sociedad fundada por tres personas físicas en 2004 con un capital social inicial de tan solo 3100 euros. En 2005, Caixa Galicia le concedió un préstamo de 93 millones de euros para la construcción, garantizado por hipoteca inmobiliaria. Posteriormente se supo que los socios promotores aportaron un total de siete millones de euros. Aquel año Caixa Galicia cerró el ejercicio con un beneficio de 212,3 millones de euros —casi el doble que en 2004— y destinó a inversión crediticia casi 20 000 millones de euros, un 35 % más que el año anterior.
Debido a la quiebra de Caixa Galicia, el crédito hipotecario, que ascendía a 92 millones de euros, fue asumido primero por Nova Caixa Galicia, y finalmente en diciembre de 2012, la Sareb, un banco malo, se hizo cargo de la misma a través de participación de unos 52 millones de euros, soportando una quita de un 50 %, sin tener en cuenta el posterior suplemento que aplicó a la deuda de 11 millones de euros. Cabe mencionar que el 55 % del capital de la Sareb es privado, mientras que el 45 % restante está en manos del Fondo de Reestructuración Ordenada Bancaria (FROB).

### Construcción

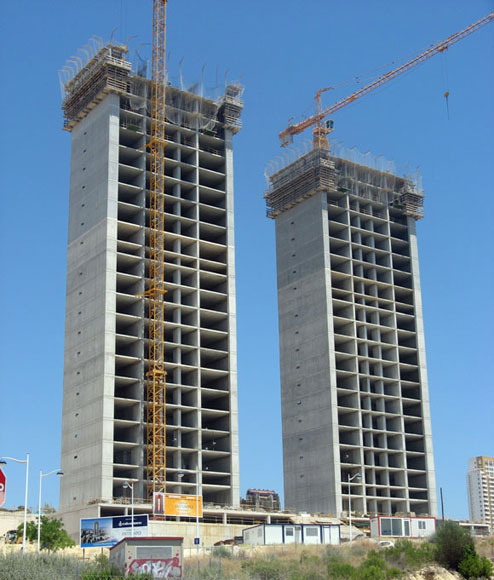
Estado de las obras a junio de 2010

Olga Urbana adquirió los terrenos sobre los que se levantaría el rascacielos a Aurelio González Villarejo en 2005 por 54,3 millones de euros, según consta en escritura pública. Algunas fuentes afirmaron que los costes asociados al proyecto habían sido estimados inicialmente entre 45 y 50 millones de euros, sin embargo en realidad cuando se presentó el proyecto en 2005 se cifraron en 96 millones de euros.
En febrero de 2007 comenzaron las obras de adecuación de terrenos para la cimentación, consistentes en la realización de excavaciones y erección de muros de contención para evitar el corrimiento de tierras. Entre julio de 2007 y marzo de 2008 se realizaron los tres sótanos destinados a plazas de aparcamiento, dejando un hueco central donde irían las torres. En la zona de los garajes, separada del cuerpo de las torres, se emplearon forjados reticulares de cubetas o casetones recuperables de 35 cm de canto (sirven para aligerar peso y permitir mayor luz entre pilares) y losas macizas del mismo espesor en aquellos lugares que fueran a soportar el rellenado de tierra.
El edificio se asienta sobre un estrato de margas alteradas de nueve metros de espesor, medidos a partir del tercer sótano. Dichas margas fueron suficientes para soportar las cargas de la zona de garajes, que fueron resueltas con zapatas aisladas, sin embargo no eran capaces de atender a las solicitaciones exigidas por las torres. Es por ello que se optó por una cimentación basada en la instalación de un total de 144 pilotes de 1500 mm de diámetro de 12 metros de profundidad hasta lograr un metro de empotramiento en la roca caliza sana, unidos entre sí mediante una losa-encepado de 2,5 metros de canto. El armado de la losa-encepado tuvo lugar en septiembre de 2008, dejándose un hueco para el foso del ascensor. El pilotaje fue realizado de manera simultánea a la realización de los sótanos de garajes entre noviembre de 2007 y abril de 2008.
El 30 de septiembre se vertieron más de 4000 metros cúbicos de hormigón en la losa de cimentación de uno de los dos bloques, para cubrir casi 744 000 kilos de acero. Fueron utilizadas dos bombas, más una tercera en reserva, y cada 5 minutos se vertía un camión hormigonera en un proceso que duró dieciocho horas. De junio a noviembre de 2009 se realizaron las primeras once plantas (hasta el forjado 17), mediante un sistema de encofrado trepante. Desde marzo de 2010 hasta abril de 2011 se completaron las restantes (hasta el forjado 47). 
En julio de 2011 tuvo lugar la unión de los dos edificios, que se realizó en dos fases. En primer lugar, se instaló un voladizo de 5,5 metros en el forjado 46 a 143,5 metros de altura a ambos lados de la torre, que requirió la construcción de plataformas metálicas auxiliares en el forjado inmediatamente inferior. Este voladizo permitió tener una base sobre la cual sustentar el forjado inferior del cono. En segundo lugar, se instalaron dos cerchas metálicas paralelas de 20 metros de luz por 8 de canto (dos plantas) y 110 toneladas de peso apoyadas en cada torre. Debido a su tonelaje, las cerchas se soldaron en superficie y fueron posteriormente izadas. Constituyen la base del cono sobre la cual se alzan las plantas superiores. Se optó por una cercha metálica y forjado reticular con el objetivo de aligerar peso. La estructura del cono presenta pilares apeados de dos tipos, unos rectos y otros que siguen la generatriz del cono, encargados de sustentar el peso de los forjados.
El cono invertido situado en la parte central del edificio se completó en junio de 2012 y finalmente el 15 de julio de 2012 tuvo lugar la ceremonia de puesta de bandera una vez se completó la estructura, con un retraso de diez meses sobre la fecha prevista de septiembre de 2011. Las dos grúas de unos 200 metros fueron retiradas en junio de 2014.

### Quiebra de la empresa constructora

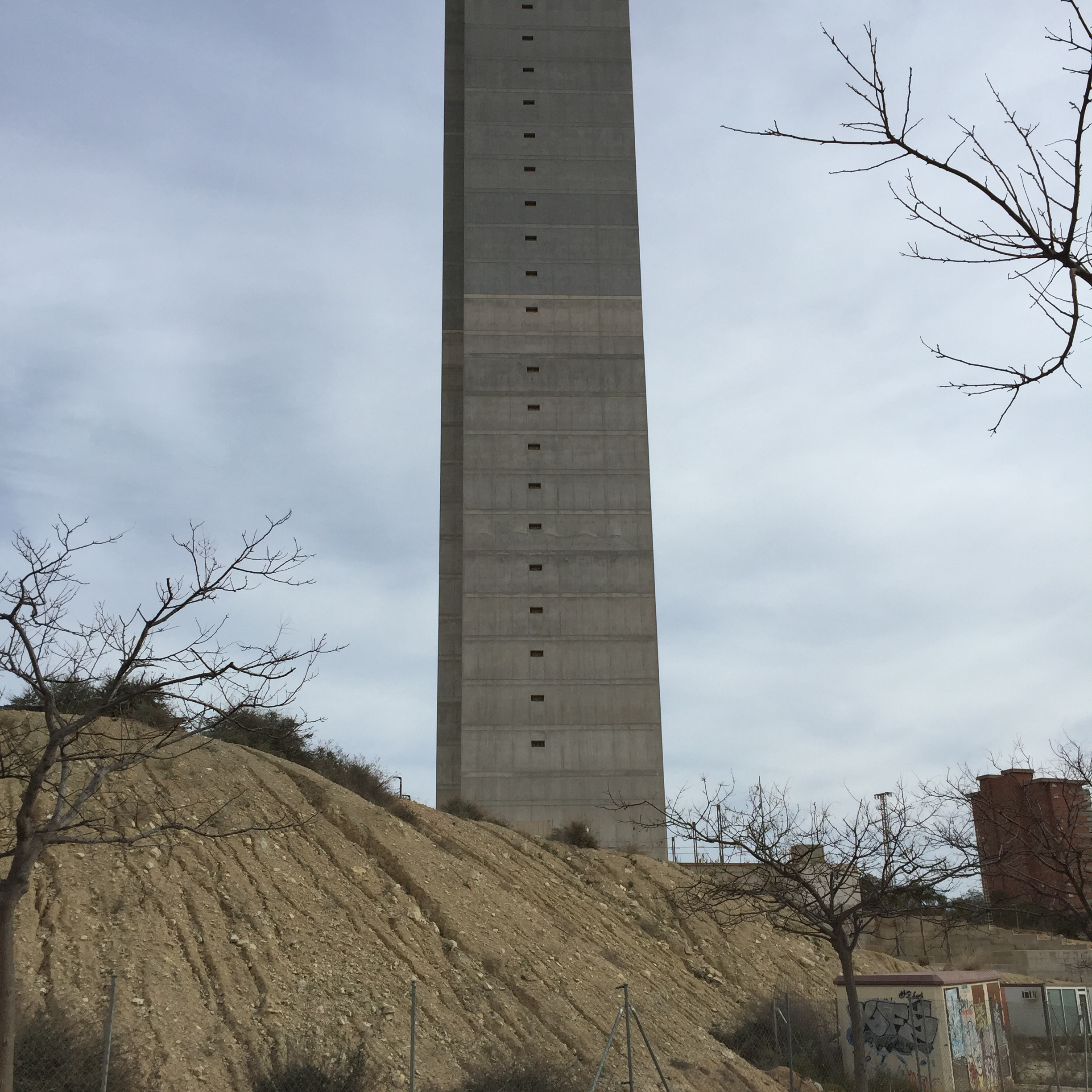
Puede observarse el cambio de color en el hormigón a partir de la planta 11.ª debido al relevo entre empresas constructoras

En julio de 2009, debido a la crisis financiera, la empresa responsable de la construcción, Estructuras Aliben, presentó un Expediente de Regulación de Empleo (ERE) temporal que afectó a noventa y nueve de sus cien empleados, para posteriormente declararse en concurso y finalmente fue liquidada, por lo que las obras quedaron suspendidas durante meses. Estructuras Aliben, subcontratada por la mercantil madrileña Construcciones Rayet, fue contratada por exigencias de la caja gallega. Posteriormente decidieron resolver el contrato lo que implicó desembolsar una indemnización de 600 000 euros.
En marzo de 2010 se constituyó una nueva empresa, Kono Estructuras con sede social en Benidorm, y las obras de construcción se reanudaron a partir de la planta 11.ª (forjado 17). Dicha empresa se comprometió a realizar las obras en dieciocho meses. En abril de 2011, cuando el edificio ya contaba con 46 plantas, aún no se disponía de los planos de la 47.
El 24 de junio de 2011, trece trabajadores resultaron heridos debido a la caída de un montacargas desde el décimo piso, sin lamentar mayores consecuencias debido a que se activó el sistema de frenado de emergencia a tiempo. El montacargas había sido revisado por la mañana por varios técnicos y había estado funcionando sin problemas a lo largo de la jornada.

### Dimisión de los arquitectos

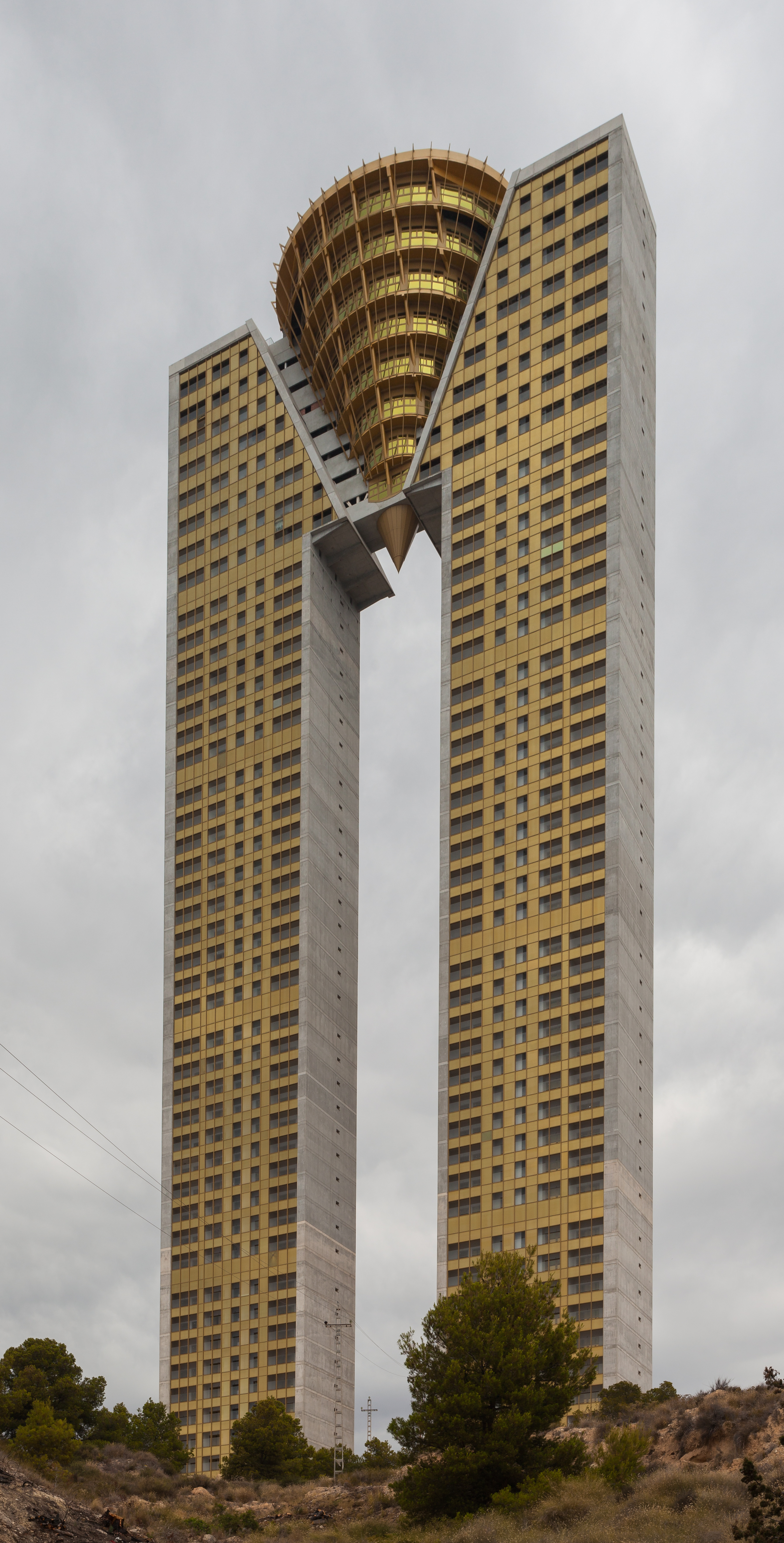
Edificio en julio de 2014

En junio de 2013, los estudios de arquitectura encargados de la gestión de la construcción, Pérez-Guerras Ingenieros y Arquitectos Asociados S. L. y Olcina y Raduan Arquitectos S. L., se retiraron del proyecto, cuando aún quedaba pendiente aproximadamente un 20 % de este. Según fuentes municipales y de la promotora (los arquitectos se negaron a ofrecer declaraciones), su renuncia venía causada por la pérdida de la relación de confianza necesaria entre el cliente y el arquitecto después de que la Sareb impusiera a la promotora el control económico del proyecto a una empresa externa de gestión de proyectos llamada Suasor. Criticaron que las decisiones de Suasor estaban guiadas por consideraciones económicas y consideraban que la seguridad estructural, la calidad y el futuro mantenimiento del edificio ya no iban a estar garantizados, así como que ya no iban a poderse implementar los altos estándares de diseño original. La empresa Suasor obtuvo por sus servicios una cuota fija mensual de un porcentaje de los ahorros realizados. Dicha empresa se negó a abonar a Kono Estructuras, encargada de erigir la estructura del Intempo, pagos adeudados por más de un millón de euros, en concepto de materiales, mano de obra y certificaciones, y Kono se vio obligada a cesar sus actividades. En señal de protesta, la constructora Kono presentó en 2015 un avance de un documental en el cual se relatan a modo de denuncia todas las deficiencias que el proyecto experimentó durante su construcción. La mercantil Kono denunció que eran frecuentes los retrasos en los pagos a los trabajadores o paralizaciones de los cobros si los trabajadores no domiciliaban su nómina en la entidad prestamista, asimismo tuvieron que adelantar dinero para adquirir los materiales necesarios para concluir las obras.
El estudio que se encargó del 17 % restante fue Pablo Moreno Arquitectos Asociados, según consta en la comunicación del Colegio Territorial de Arquitectos de Alicante al Ayuntamiento de Benidorm. En agosto de 2013, en un comunicado oficial de los arquitectos del proyecto, reconocieron que el proyecto era inviable económicamente desde el principio. Asimismo según el director facultativo de la obra, Roberto Pérez-Guerras, el 3 de julio se firmó el finiquito a Kono y cesó así la relación entre ambas empresas, reiterando que no había ninguna deuda con dicha empresa. Finalmente, el arquitecto aclararía que la variación de forjados de las casetas se debió al cambio de proveedor de los ascensores. Afirmó que «es obvio que al cambiar de proveedor, sustituyendo Orona ascensores por la internacional y prestigiosa KONE, hubiese un cambio mínimo de elevación de forjados», y lamentaron que el Intempo «no haya podido finalizarse en las condiciones inicialmente aprobadas». En agosto de 2013, según afirman los promotores, se había completado el 94 % de la obra.
A mediados de 2013, grupos de inversión de Rusia, Emiratos Árabes y Sri Lanka mostraron su interés en adquirir participaciones sociales de Olga Urbana. En 2014, se afirmó que Trinitario Casanova, dueño de Grupo Hispania, había iniciado negociaciones para adquirir el edificio. En septiembre de 2015, un inversor saudí mostró interés por adquirir el edificio. En paralelo, Roberto Pérez-Guerras, diseñador del Intempo, aseguraba haber iniciado conversaciones con más de quince posibles compradores, tanto españoles como del extranjero. Sin embargo, la realidad es que las negociaciones quedaron a expensas de la Sareb, llevándose en el más estricto secreto.

### Concurso de Olga Urbana

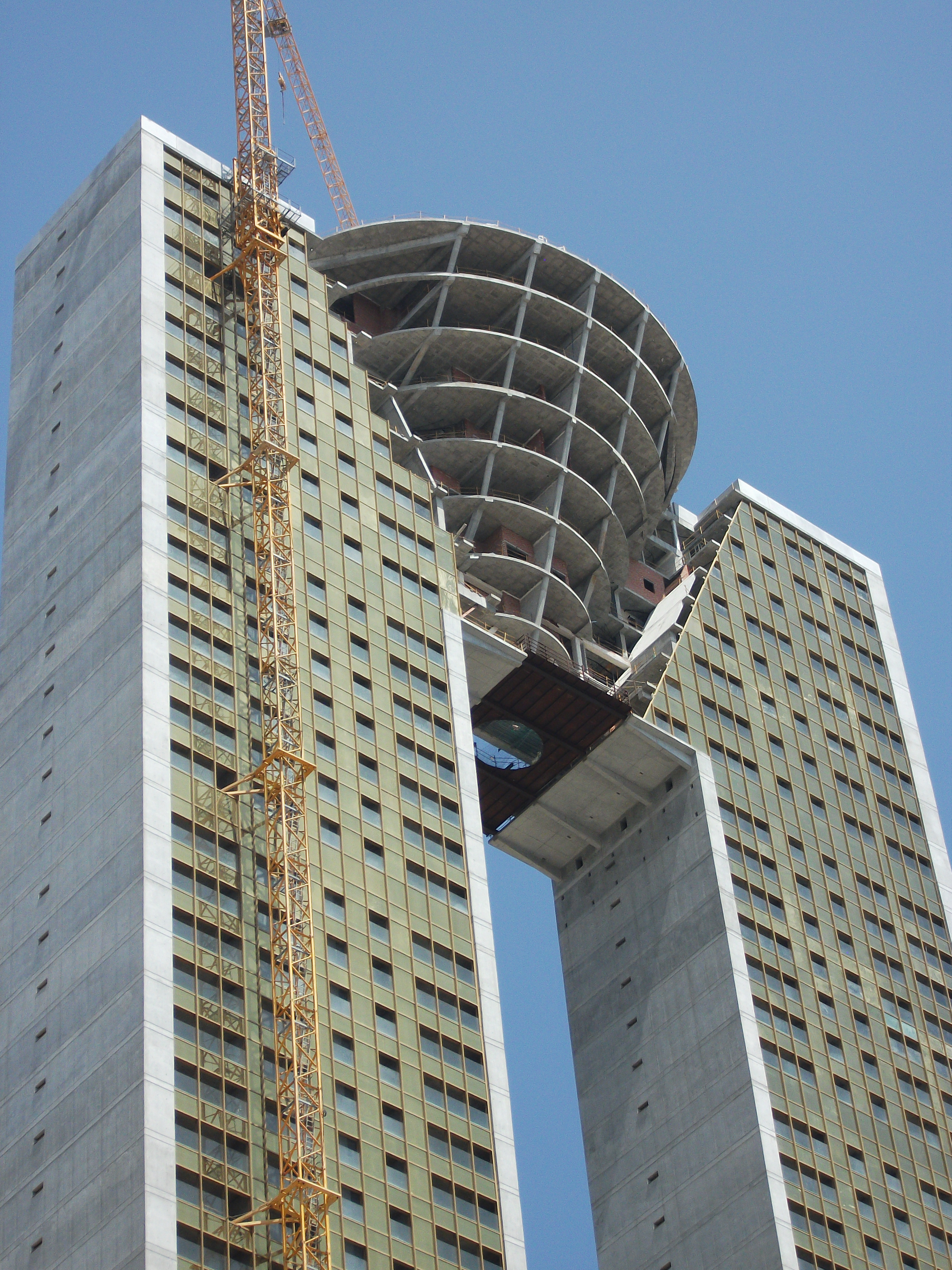
El cono del Intempo

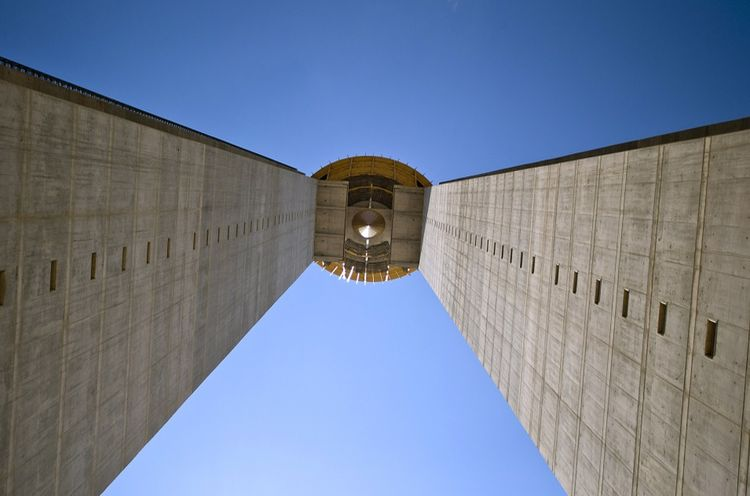
El cono visto desde abajo

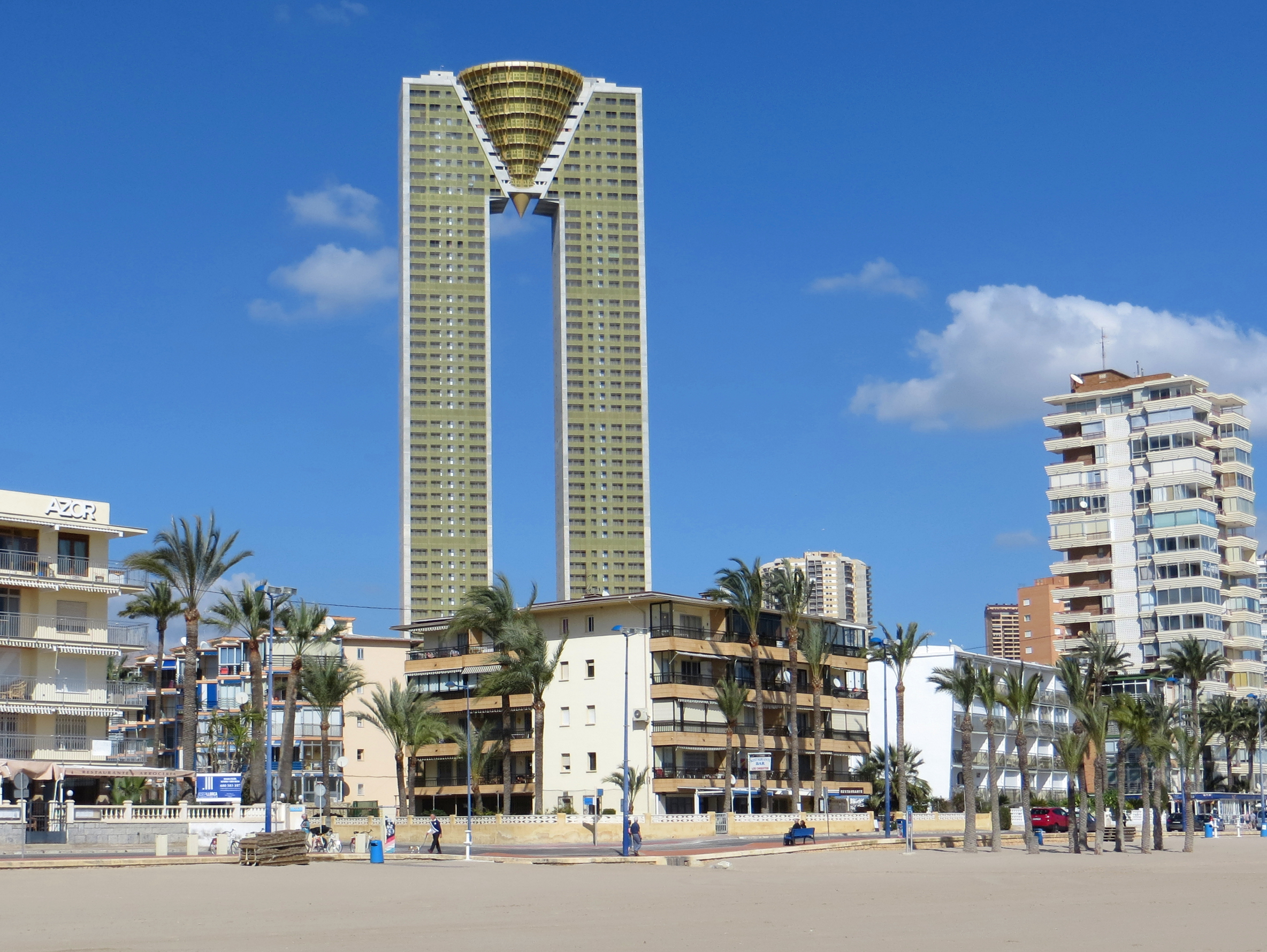
Desde la playa de Poniente

En 2012, el socio mayoritario de Olga Urbana, José Ignacio de la Serna de la Garma, fue demandado por presunta estafa y apropiación indebida por un comprador que entregó aportaciones a cuenta por valor de 80 000 euros con la garantía por parte de la promotora de que estas entregas estaban avaladas por una entidad financiera. Por razones similares la promotora también fue demandada por tres compradores que entregaron dinero a cuenta en concepto de señal. Al no ser entregados los pisos, exigieron la devolución de los avales, que no fueron devueltos. En abril de 2014 hubo una vista a la que no acudió De la Serna pero sí otro de los tres promotores, Ignacio Boronat, que reconoció ante el juez que los avales bancarios no existían y que el dinero aportado por los compradores se destinó a la construcción del edificio. Debido a que De la Serna no acudió a la citación, un juzgado de Benidorm ordenó su detención, para que declarara en calidad de imputado. En febrero de 2015, tras una larga batalla contra el cáncer, De la Serna falleció sin ver su mayor proyecto concluido. Además del Intempo, promovió varias obras en la zona, como el Neguri Gane, rascacielos de 145 metros también en Benidorm y terminado en 2002. En octubre de 2015, una sentencia declaró nulas las cláusulas establecidas por Caixa Galicia limitando la cuantía del aval, haciendo responsable a Abanca como su sucesora.
El 6 de noviembre de 2014, la Sareb solicitó ante el Juzgado Provincial de Alicante que Olga Urbana fuera puesta en concurso necesario. Ya en 2008, última fecha en que presentó cuentas anuales, la promotora acumulaba unas pérdidas de 4,06 millones de euros y una deuda con la banca de 62,75 millones. La Sareb tomó esta decisión ante la situación de insolvencia de dicha compañía, lo que se ha puesto de manifiesto por sus impagos generalizados y por su incapacidad de hacer frente con sus propios medios a la construcción del edificio Intempo. Finalmente, el 26 de noviembre de 2014, la promotora Olga Urbana SL solicitó el concurso de acreedores de forma oficial, según consta en el Boletín Oficial del Estado y el Boletín Oficial del Registro Mercantil| (BORME). Ello significó que les fueron suspendidas las facultades de administración y disposición y se nombró como administradora concursal a la abogada Antonia Magdaleno Carmona, perteneciente al despacho de abogados que gestionó las liquidaciones de Martinsa Fadesa, entre otros. En una comunicación oficial dio un mes de plazo para que le fueran comunicadas las deudas a tenor de la Ley Concursal. Del estudio de la contabilidad, la administración concursal señaló que la promotora debía 136 millones, 42 más de lo que valen sus activos, que además del Intempo incluye la promoción Edimar IX, valorada en 3,3 millones.
A fecha de 28 de marzo de 2015, la administración concursal señaló que todavía no habían reclamado las deudas un total de 77 compradores que adelantaron dinero para la compra de viviendas del Intempo, que la mercantil contaba con once cuentas corrientes en cuatro entidades bancarias, todas ellas con saldo cero, y que la colaboración por parte de la concursada había sido nula. Además, se sospechaba «si los 130 millones de euros de financiación que recibió Olga Urbana se destinaron por completo a la construcción del edificio o si pudo desviarse una parte a otros fines». En palabras de Magdaleno, «la sociedad ni se ha personado en el concurso, las oficinas sociales no existen y la única documentación a la que he tenido acceso es la que pude conseguir en una caseta de ventas y poco más. Si le añades el cierre del Registro Mercantil por no presentación de las cuentas desde hace años, ya te da indicios de cómo ha sido gestionada».
El mayor acreedor de Olga Urbana era la Sareb, con 108 millones de euros, de los que 82 millones están calificados con privilegio especial por razón de hipoteca inmobiliaria y 7,6 millones corresponden a intereses. También figuran como acreedores Sabadell, con 6,8 millones, y Abanca (sucesora de NCG), con 4,1 millones. El resto de acreedores son, en su mayoría, empresas que trabajaron en la edificación del rascacielos y compradores de viviendas que adelantaron pagos, entre ellos ciudadanos tanto españoles como extranjeros. Al arquitecto del edificio, Roberto Pérez-Guerras, también se le deben 120 000 euros en concepto de honorarios. Estructuras Kono demandó a la Sareb solicitando al juez del concurso de Olga Urbana que convirtiera los créditos privilegiados de la Sareb en créditos subordinados, sosteniendo que en realidad la Sareb actuó como administrador de hecho de la empresa concursada, argumentando que desde un principio tanto la entidad financiera como la Sareb impusieron condiciones vinculantes. De este modo, el resto de acreedores podría acceder a parte de los recursos que se lograrían de la venta del Intempo. De no ser así, la totalidad de lo obtenido por el edificio en una eventual venta (o subasta) pasaría a engrosar las arcas de la sociedad semipública, dejando sin cobrar incluso a la administración concursal.

### Subasta

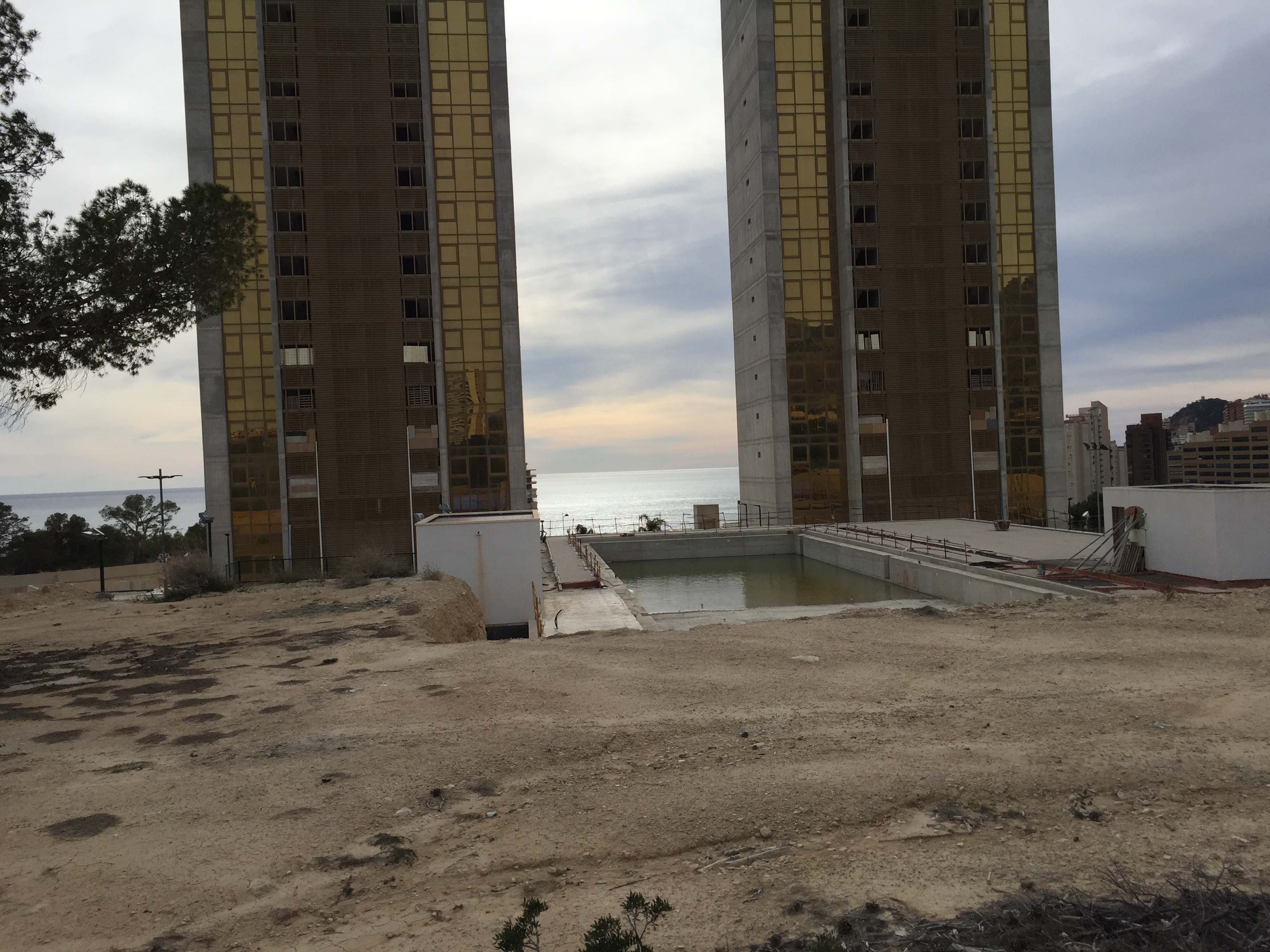
Estado semiterminado de la zona de la piscina

El inmueble tiene terminada su estructura y sus cerramientos, así como las instalaciones eléctricas y de saneamiento, pero falta que se rematen algunos detalles como la urbanización exterior (jardines y piscina), la tabiquería interior o el alicatado en algunas plantas. A fecha de mayo de 2016, el proyecto se encuentra parado por falta de fondos, y sus pisos, deshabitados.
En abril de 2014, la Sareb decidió no ejecutar la hipoteca que pesa sobre el Intempo, pese a que contractualmente podría hacerlo. El 31 de enero de ese año venció el plazo que Olga Urbana tenía para devolver el préstamo. En aquel entonces, la intención inicial de la Sareb era concluir el edificio, y llegó a invertir 11 millones de euros para tal fin. La promotora presentó un estudio de costes a mediados de 2014 para terminar la última fase de urbanización, cifrados en tres millones de euros. Ya en abril de 2014 se contemplaba como única solución para cancelar el crédito hipotecario la venta del edificio completo a un grupo inversor, sin que fuera posible la compra de viviendas sueltas por particulares. Con respecto a aquel comprador que desembolsara al inicio del proyecto un capital, no se prevé que puedan quedarse con el piso.
Finalmente, el 4 de diciembre de 2015, la Sareb decidió que el edificio iba a ser puesto en subasta pública sin precio de salida. Se justificó la decisión de su venta en su totalidad, y no por unidades sueltas o viviendas, al no estar las obras acabadas del todo. En el auto de aprobación del plan propuesto por la administración concursal se contempló la posibilidad de la dación en pago para el edificio a los acreedores denominados «privilegiados» en el caso de falta de ofertas o de que estas sean inferiores al importe adeudado a dicho acreedor. Los interesados tuvieron que adelantar el 1 % del valor del inmueble mediante consignación o aval bancario. Un mes después de la aprobación del plan, el 4 de enero, arrancó el plazo para presentar propuestas de tres meses prorrogables a otros tres. En caso de recibir ofertas por importe inferior al privilegio, se concederá un plazo de diez días hábiles a los acreedores con privilegio especial —la Sareb, principalmente— para que mejoren la oferta; y en caso de no recibir ofertas, se concederá asimismo un plazo de diez días hábiles a los acreedores privilegiados para la adjudicación del bien en pago de la deuda.
Su valor de mercado asciende a aproximadamente 92 millones de euros, y los pisos del edificio tienen un precio que, según tasación efectuada por UVE Valoraciones, oscilaría entre los 190 990,8 euros y los 1,6 millones. Un estudio pericial independiente de APUC Activos concluyó que el Intempo difícilmente podrá ser vendido por encima de los 60 millones de euros, teniendo en consideración además que los costes de finalización del rascacielos rondan los cinco millones de euros.
En mayo de 2016, se recibieron dos ofertas, una de 47 millones de euros y otra de 58,5 millones de euros (en agosto se supo que era la propia Sareb la que estaba pujando, ejerciendo su derecho a mejorar la oferta). Hubo un fondo estadounidense que ofreció 50 millones de euros, pero lo hizo fuera de plazo y su oferta fue desestimada. El juicio del procedimiento concursal en el que se encontraba inmersa la promotora del Intempo, cuya fecha prevista era junio de 2016, fue aplazado hasta el 28 de octubre del mismo año.

### Incidente concursal, suspensión temporal de la adjudicación, desistimiento y dación en pago
En agosto de 2016, un socio de Olga Urbana, Isidro Boronat, la mercantil que construyó la estructura del rascacielos, Kono Estructuras SL, y la empresa del arquitecto que lo diseñó, Pérez Guerras Ingenieros y Arquitectos, presentó un incidente concursal para que la deuda de la Sareb fuera considerada subordinada. Los demandantes pretendían que el banco malo fuera el último en cobrar y no pudiera ejercer su derecho a tanteo en la puja por el edificio, al entender que había ejercido de facto la administración de Olga Urbana SL. El 17 de febrero de 2017 se hizo público el auto del Juez de lo Mercantil de Alicante, que desestimó la demanda presentada por pequeños acreedores de la promotora del edificio (Kono Estructuras, Pérez Guerras entre otros) dando la razón a la Sareb al considerar que esta nunca ejerció de administradora de la sociedad Olga Urbana. Por tanto, su crédito concursal seguirá teniendo la categoría de privilegiado, salvo que los demandantes decidan recurrir la sentencia. Hasta que no terminara el procedimiento concursal, que mantenía en suspenso el proceso de adjudicación del inmueble, la Sareb no iba a adquirir la propiedad.
En 6 de noviembre de 2017 se anunció la adquisición por Strategic Value Partners (SVP Global) del préstamo hipotecario que pesa sobre el inmueble por 60 millones de euros. La Sareb obtuvo así unas plusvalías de unos 10 millones de euros. El 7 de noviembre, la Audiencia Provincial de Alicante (que debía pronunciarse el 30 de noviembre) comunicó que los acreedores habían presentado un escrito desistiendo el recurso y la Sareb otro escrito de conformidad dándose por terminadas las actuaciones y el archivo del caso.
En abril de 2018, SVP Global obtuvo de manera oficial la propiedad del inmueble mediante una dación en pago abonando más de 60 millones de euros. La cuantía exacta no se ha hecho pública. Se informó de una inversión cercada a los cinco millones para completar la obra en un plazo previsto de 12 meses. Se preveía que hacia junio de 2018 se iniciaría su comercialización en España y el extranjero.
En junio de 2018 se disolvió la promotora Olga Urbana tras la finalización de la fase de liquidación. El concurso fue declarado como culpable y los herederos de José Ignacio de la Serna condenados a pagar 17,6 millones de euros a los acreedores de Olga Urbana. Sin embargo, la heredera de De la Serna renunció a la herencia.

### Segundo intento: cambios en el diseño
En diciembre de 2018 SVP contrató los servicios de la promotora catalana Uniq Residential, que se encargará de su finalización y comercialización así como del arquitecto Rafael Robleado, que rediseñará las zonas inacabadas para hacerlas más atractivas y facilitar su venta.
En junio de 2019, los medios se hicieron eco de la «resurrección»  del Intempo y se conocieron más detalles de los cambios en el diseño. Con respecto al interior de los pisos, se han tirado tabiques y sustituido las puertas por puertas correderas para ganar espacio y luminosidad. La gran mayoría de viviendas de un dormitorio desaparecieron para dar lugar a pisos de dos habitaciones. Las dos últimas plantas están destinadas a zonas de ocio comunes accesibles por todos los propietarios como gimnasio, piscina, baño de hidromasaje, aprovechando la azotea como zona de chill out. Cuenta asimismo con un restaurante de uso exclusivo para los vecinos y una terraza de 1200 m².  Con respecto a las zonas comunes a nivel de calle, la piscina olímpica y las pistas de tenis y pádel fueron sustituidas por una piscina tipo playa (con desnivel variable) y una zona infantil. El recibidor de entrada de 600 m² tiene un diseño basado en el art déco contemporáneo. El cono invertido pasa a denominarse diamante.
El edificio obtuvo la licencia de obras en julio de 2019. Las obras comenzaron en el cuarto trimestre de 2019 y finalizaron en julio de 2021 con un plazo inicial estimado de finales de 2020, demora atribuible principalmente a la pandemia de COVID-19 en España. Dragados fue la empresa encargada de retomar la construcción. El 22 de junio de 2021 se colocó por segunda vez la bandera de España, esta vez para conmemorar la finalización de las obras. Las viviendas se han comercializado por importes que van desde los 250 000 euros para los pisos en las plantas bajas de las torres hasta 1,5 millones de euros por los apartamentos más grandes ubicados en el cono o diamante.

## Recepción
El Intempo es visto por muchos analistas como un ejemplo de la crisis económica y financiera en España provocada por el estallido de una burbuja inmobiliaria en 2007. En el momento de inicio del proyecto, la industria de la construcción se encontraba todavía en fase de expansión, marcada por una gran especulación. Entre los años 2006 y 2008, según los promotores, ya se habían vendido sobre plano cien pisos, un 40 % del total, pero los siguientes años entonces apenas se vendieron veinte más. En numerosas notas de prensa aparecía siempre este dato, incluso se justificó la posibilidad de que las obras prosiguieran a pesar de la crisis porque se contaban con fondos suficientes al haberse vendido sobre plano un 40 % de las viviendas. En 2013 se afirmaba que seguían sin venderse casi doscientas viviendas (un 75 % del edificio).
En 2013, el Intempo fue nominado como uno de los mejores edificios de hormigón del mundo en los premios internacionales FIB (siglas del francés Fédération Internationale du Béton), en la categoría de inmuebles. Fue previamente seleccionado por la Asociación Científica-Técnica del Hormigón Estructural (ACHE).

## Intempo en los medios
Al igual que en el Gran Hotel Bali, el edificio Intempo ha sido testigo de saltos BASE, una modalidad de paracaidismo de alto riesgo, debido a su altitud y la ausencia de obstáculos cercanos. En 2012, Álvaro Bultó realizó con éxito varios saltos cuando ya estaba finalizada la estructura. Sin embargo algunos saltos no han sido autorizados, como el que se produjo en junio de 2014 a altas horas de la madrugada.
El edificio fue protagonista en el programa de Televisión Española (TVE) España a ras de cielo, presentado por Francis Lorenzo, en el segundo episodio de la primera temporada titulado Tú a Mallorca, yo a Benidorm y emitido por primera vez el 24 de septiembre de 2013, que fue visto por 1 869 000 espectadores (10,2 % de cuota de pantalla).
El edificio también aparece en la cabecera de la miniserie de televisión Crematorio de ocho capítulos, producida por Canal+ en 2011, basada en el libro homónimo de Rafael Chirbes. Acompañado por la canción «Precipicio» del cantante Loquillo, aparece en los primeros segundos cuando se encontraba en su primera fase de construcción, como ejemplo paradigmático de la especulación urbanística en el litoral mediterráneo.
En agosto de 2023, se publica el videoclip de la canción «Bajo El Sol» de Myke Towers, grabado en el rascacielos.